# Hyloxalus shuar
Hyloxalus shuar es una especie de anfibio anuro de la familia Dendrobatidae.

## Distribución geográfica
Esta especie es endémica del Ecuador. Habita en las provincias de Morona-Santiago, Napo, Tungurahua y Zamora-Chinchipe entre los 1272 y 2370 m sobre el nivel del mar en la vertiente oriental de la Cordillera Oriental.

## Descripción
Los machos miden de 24 a 31 mm y las hembras de 25 a 32 mm.

## Etimología
Esta especie lleva el nombre en honor a los shuar o jíbaros.

## Publicación original
- Duellman & Simmons, 1988 : Two new species of Dendrobatid frogs, genus Colostethus, from the Cordillera del Cóndor, Ecuador. Proceedings of the National Academy of Science of Philadelphia, vol. 140, n.º 2, p. 115-124[7]